# مناهج رعاية وتعليم الطفولة المبكرة
تتناول المناهج الدراسية الخاصة برعاية وتعليم الطفولة المبكرة أو مناهج الطفولة المبكرة دور وأهمية المناهج الدراسية في تعليم الأطفال الصغار، وهي القوة الدافعة وراء أي برنامج لرعاية الطفولة المبكرة. إنها "جزء لا يتجزأ من المحرك الذي يوفر، إلى جانب طاقة الموظفين وتحفيزهم، الزخم الذي يجعل البرامج حية". ويترتب على ذلك أن جودة البرنامج تتأثر بشكل كبير بجودة مناهجه. في مرحلة الطفولة المبكرة، قد تكون هذه برامج للأطفال أو الوالدين، بما في ذلك التدخلات الصحية والتغذوية وبرامج ما قبل الولادة، فضلا عن البرامج القائمة على المراكز للأطفال.